# San Andrés del Valle
San Andrés del Valle es una aldea de La Rioja (España), perteneciente al municipio de Estollo, situándose a 150 m del núcleo principal.

## Lugares de interés

### Edificios y monumentos

#### Iglesia parroquial deSan Andrés
Su cabecera fue construida en el siglo XVI y la nave en el siglo XVIII. 
Realizada en mampostería, con sillarejo en los esquinazos. 

#### Ermita deSan Blas
Del siglo XIII.
En ella se distingue un ladrillo en el suelo con en el que, según asegura la tradición, garantiza novio a cuantas mozas lo pisen.

## Fiestas Locales
- El 3 de febrero festividad de San Blas. Se realiza una misa en la ermita del mismo nombre.
- El 30 de noviembre fiesta patronal en honor de San Andrés.